# 道の駅たかねざわ 元気あっぷむら
道の駅たかねざわ 元気あっぷむら（みちのえきたかねざわ げんきあっぷむら）は、栃木県塩谷郡高根沢町にある町道434号線の道の駅である。
もとは1997年5月に開設され2019年6月までは高根沢町も出資する第三セクター・株式会社高根沢元気アップ公社により「高根沢温泉元気あっぷ村」として運営されていた。リニューアル工事を経て、2020年4月に株式会社塚原緑地研究所運営のもと道の駅化されて営業を再開した。
その後、2025年4月から高根沢町の100%出資法人・株式会社元気あっぷが新たな指定管理者となり、5月からはテナント方式が採用されることとなった。

## 施設
- 駐車場 352台
- トイレ 21器

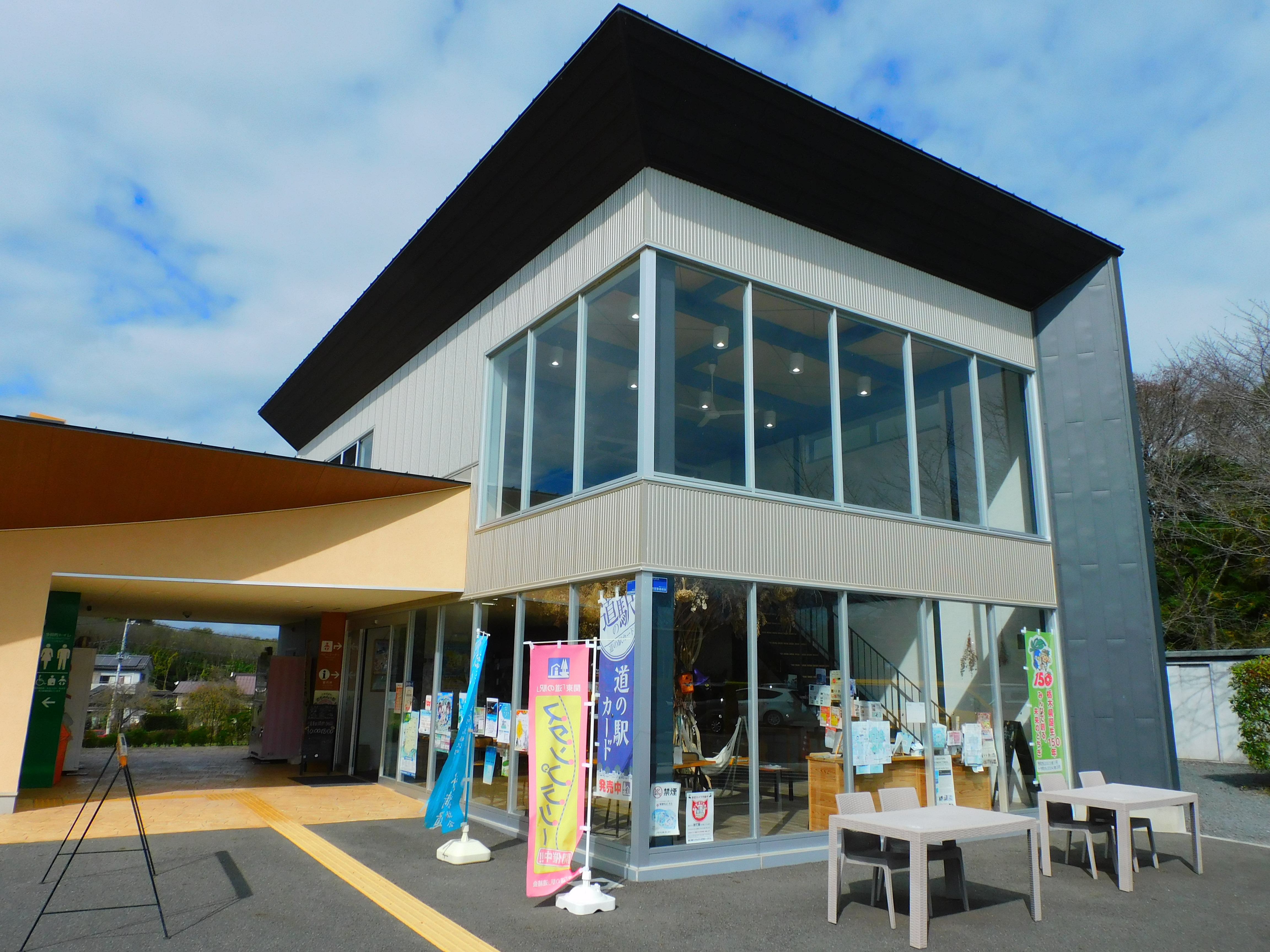
情報提供施設
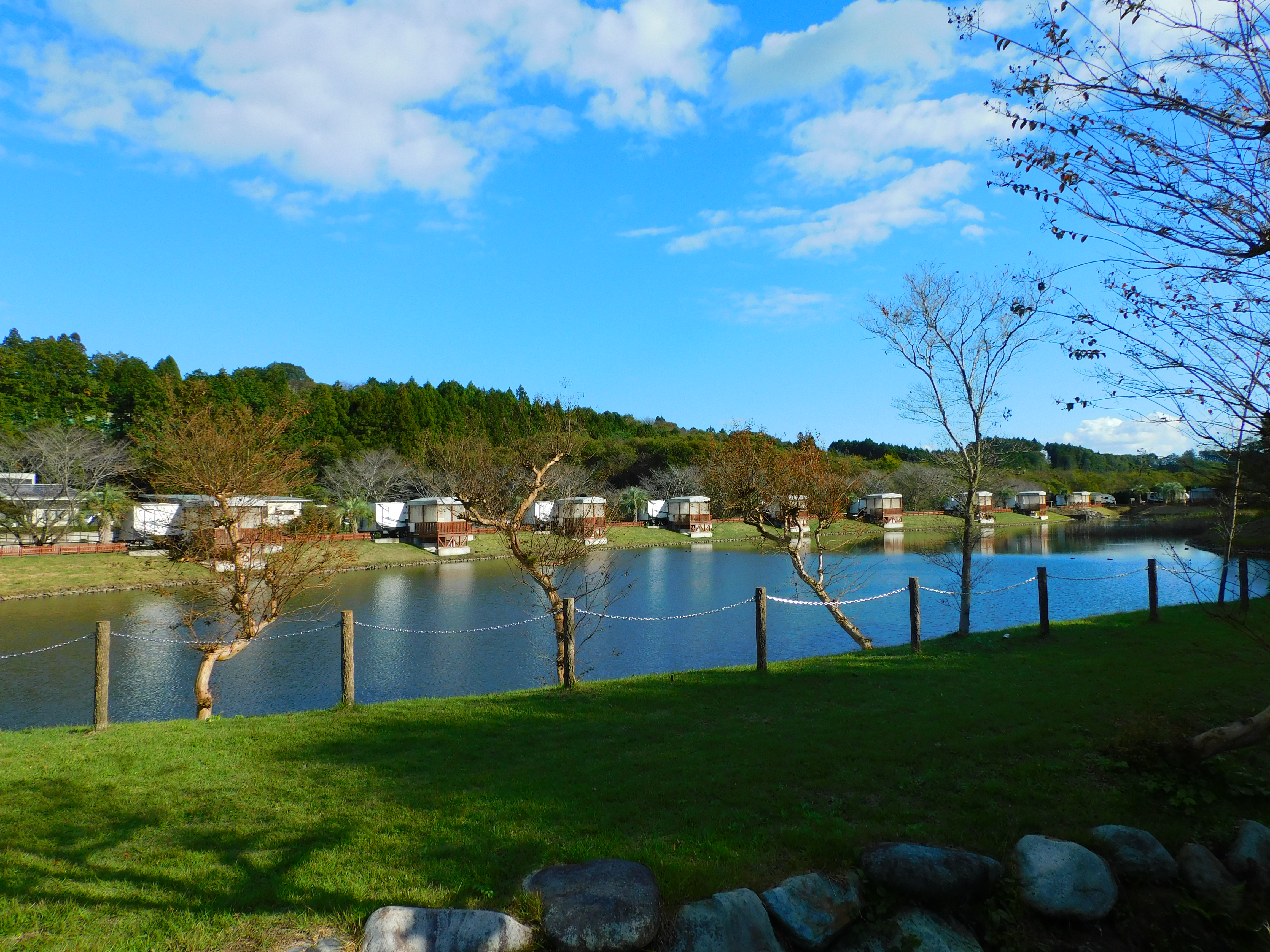
グランピング施設

- ベビーコーナー（給湯付き流し台、折りたたみ式ベビーベッド、ベビーチェア、椅子 各1台）
- 元気あっぷむら本館（高根沢温泉、レストラン 3店、売店）
- 宿泊施設
- 農産物直売所
- 農産物加工体験施設
- 林業体験施設
- 多目的広場
- 体験・滞在型観光施設

- 情報提供施設
- グランピング施設